# Violaceae
Violaceae es una familia del orden Malpighiales. Consta de plantas herbáceas (en la península ibérica); en los trópicos hay especies arbustivas, arbóreas y sobre todo lianas. Se reconocen 806 especies en 25 géneros.

## Características
Hojas simples, alternas o en roseta (con escapo floral acaule), de ordinario estipuladas y entonces estas llamativas y con valor sistemático. Flores hermafroditas, generalmente zigomorfas, pentámeras; cáliz con 5 sépalos, entre cuyas piezas, es frecuente la presencia de apéndices verdes y membranosos, generalmente reflejos; corola con 5 pétalos, 2 dorsales e iguales entre sí, 2 laterales, iguales entre sí, o no, erguidos o no, y un pétalo ventral, o prolongado en un espolón (Viola) o en un saco obtuso (Hipantus) de ovario súpero; androceo con 5 o 3 + 2 estambres, con las anteras aplicadas sobre el estilo, en ocasiones 2 ventrales prolongadas en apéndices estaminales que penetran en el espolón, a veces filamentos dilatados y aplicados; gineceo súpero, tricarpelar, de carpelos abiertos, con placentación parietal; el estilo es variable y con carácter taxonómico, globoso, capitado, o/y acodado; flores a veces cleistógamas (entonces, sin néctar), en general solitarias. 
Fruto en cápsula de dehiscencia valvar (a veces cápsulas elásticas, autocoria) o raramente en baya. Semillas con carúncula (mirmecocoria). Unas 800 especies, por casi todo el mundo.

## Taxonomía
Se reconocen tres subfamilias: Violoideae, Leonioideae y Fusispermoideae.

### Subfamilia Fusispermoideae
- Fusispermum Cuatrec.

### Subfamia Leonioideae
- Leonia Ruiz & Pav.

### Subfamilia Violoideae

#### TribuRinoreeae

##### SubtribuHymenantherinae
- Hymenanthera R.Br.
- Melicytus J.R.Forst. & G.Forst.

##### SubtribuIsodendriinae
- Isodendrion A.Gray

##### SubtribuPaypayrolinae
- Amphirrhox Spreng.
- Hekkingia Munzinger & H.E.Ballard
- Paypayrola Aubl.

##### SubtribuRinoreinae
- Allexis Pierre
- Decorsella A.Chev. (incluye Gymnorinorea Keay)
- Gloeospermum Triana & Planch.
- Rinorea Aubl. (including Alsodeia Thouars, Phyllanoa Croizat, Scyphellandra Thwaites)
- Rinoreocarpus Ducke

#### TribuVioleae
- Agatea A.Gray (incluye Agation Brongn.)
- Anchietea A.St.-Hil.
- Corynostylis Mart.
- Hybanthopsis Paula-Souza
- Hybanthus Jacq. (included Acentra Phil., Clelandia J.M.Black, Cubelium Raf. ex Britton & A.Br., Ionidium Vent., Pigea DC.)
- Mayanaea Lundell
- Noisettia Kunth
- Orthion Standl. & Steyerm.
- Schweiggeria Spreng.
- Viola L. (incluye Erpetion Sweet, Mnemion Spach

## Sinonimia
Alsodeiaceae J.G.Agardh, Leoniaceae DC. y Retrosepalaceae Dulac